# 國際中心站 (愛知縣)
國際中心車站（日语：／ Kokusai-sentā eki */?）是位於愛知縣名古屋市中村區，屬於名古屋市營地下鐵櫻通線的車站。車站編號為S03。

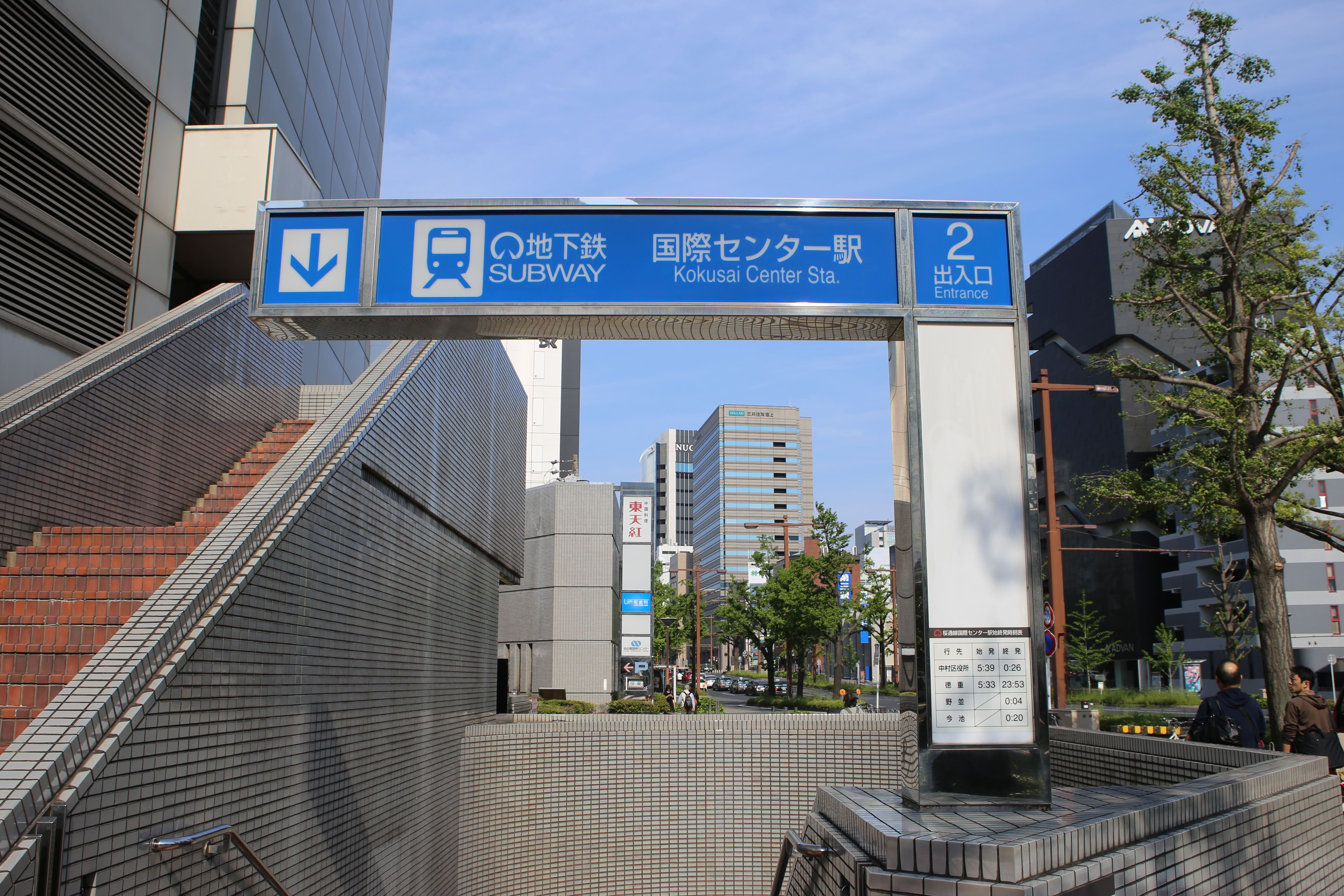
2號出入口（2019年5月）

## 車站結構
本站為1面2線島式月台的地下車站，並透過Unimall地下街和名古屋站互相連通。

### 月台配置
| 月台 | 路線   | 目的地                 |
| ---- | ------ | ---------------------- |
| 1    | 櫻通線 | 今池、新瑞橋、德重方向 |
| 2    | 櫻通線 | 名古屋、太閤通方向     |

## 相鄰車站
名古屋市營地下鐵
 櫻通線
名古屋（S02）－國際中心（S03）－丸之內（S04）

## 外部連結
- 國際中心 - 名古屋市交通局